# Oure Sogn
Oure Sogn er et sogn i Svendborg Provsti (Fyens Stift).
I 1800-tallet var Vejstrup Sogn anneks til Oure Sogn. Begge sogne hørte til Gudme Herred i Svendborg Amt. Oure-Vejstrup sognekommune blev ved kommunalreformen i 1970 indlemmet i Gudme Kommune, der ved strukturreformen i 2007 indgik i Svendborg Kommune.
I Oure Sogn ligger Oure Kirke. Lundeborg Kirke blev i 1896 indviet som filialkirke til Oure Kirke. Lundeborg blev så et kirkedistrikt i Oure Sogn. I 2010 blev Lundeborg Kirkedistrikt udskilt som det selvstændige Lundeborg Sogn. 
I Oure og Lundeborg sogne findes følgende autoriserede stednavne:
- Albjerg (bebyggelse, ejerlav)
- Bolsmose (bebyggelse)
- Elsehoved (areal)
- Grønneskov (bebyggelse)
- Lundeborg (bebyggelse, ejerlav)
- Oure (bebyggelse, ejerlav)
- Tange (bebyggelse)
- Tøjsmose (bebyggelse)